# Pegasus Airlines
Pegasus Airlines (тур.: Pegasus Hava Taşımacılığı A.Ş.) — турецька лоукост-авіакомпанія, що заснована у Стамбулі[3] з хабами у кількох аеропортах Туреччини.

## Історія
1 грудня 1989 р. двоє підприємців ― Net і Silkar ― домовились з Aer Lingus про партнерство з метою створення повноцінної чартерної авіакомпанії з назвою Pegasus Airlines. Представлення авіакомпанії відбулось 15 квітня 1990 р. з двома літаками Boeing 737-400. У грецькій міфології Пегас (Πήγασος або strong) ― це крилатий кінь, втілення Посейдона, кінь-бог,  породжений Медузою Ґорґоною. Однак чотири місяці після старту Ірак вдерся до Кувейту, за чим наступило сім місяців окупації, що завдало суттєвих збитків турецькому туризму.[4] До 1992 р. потік туристів відновився, і Pegasus виріс до придбання третього літака 737-400. На літній період було взято в лізинг два Airbus A320.[4]
Після двох успішних років Aer Lingus та Net продали свої частки в компанії у 1994 стамбульському банку Yapi Kredibank, таким чином Pegasus стала повністю турецькою.[4]
4 вересня 1997 р. компанія замовила один 737-400 and один 737–800 у Boeing Commercial Airplanes, ставши першим турецьким перевізником, що зробив замовлення на  Boeing 737 Next Generation. Перевізник також уклав лізингову угоду на 10 Boeing 737-800 з ILFC.[4]
У січні 2005 р., компанія ESAS Holdings придбала Pegasus Airlines і призначила Ali Sabanci головним директором. Двома місяцями опісля Алі змінив статус авіакомпанії з чартерної на лоу-кост. У листопаді 2005 р. Pegasus розмістила замовлення на 12 нових 737-800 у Boeing, яке у листопаді 2008 р. було підтверджене додатковим замовленням ще 12-ти 737-800. Крайнє замовлення містило опцію вибору 149-місного 737-700 або 215-місного 737-900 залежно від ситуації на ринку.[4]
У 2007 р. Pegasus перевіз більше пасажирів в Туреччині ніж будь-яка інша приватна авіакомпанія. У 2008 р. загалом було перевезено 4,4 млн. осіб [5] У 2013 р. пасажиропотік виріс до 16,8 млн. пасажирів.[1]
У 2012 р. Pegasus Airlines, друга за величиною авіакомпанія Туреччини, підписала замовлення на 100 літаків сімейства A320neo (57 A320neo і 18 A321neo), з яких на 75 бортів замовлення були твердими. Pegasus став новим клієнтом Airbus і першим турецьким перевізником, що замовив A320neo. Дане замовлення було найбільшим на той час в Туреччині на один тип цивільного судна. Повідомлення про це було здійснено у 18 грудня 2012 р. на презентації за участю міністра транспорту Біналі Йилдирима.[6] У червні 2012 р. Pegasus Airlines придбала 49% акцій киргизької авіакомпанії Air Manas. З 22 березня 2013 р. ця авіакомпанія функціонувала під іменем Pegasus Asia.[7]
У квітні 2013 р. перевізник виставив на фондовому ринку у вільний обіг 34,5% своїх акцій.
У жовтні 2016 р. Pegasus Airlines повідомила про намір передати три своїх судна у лізинг, що підтверджує суттєвий спад на ринку авіаперевезення.[9]

## Пеґасус в Україні
Протягом 2010-16 рр. було перевезено понад 800 тис. пасажирів в рейсах між Україною та Туреччиною. Виходячи з пасажиромісткості бортів у флоті компанії, кількість виконаних рейсів для перевезення згаданої кількості пасажирів становить понад 4500.
6 грудня 2016 р. авіакомпанія здійснила новий рейс зі Стамбула до київських Жулян на щойно отриманому А320neo.
З 26 квітня 2020 року компанія відкриває щотижневий рейс з Києва (Жуляни) до турецького Даламану. В червні 2020 напрямок матиме три щотижневі перельоти, триватимуть до 23 жовтня 2020-го.

## Корпоративні питання

### Салон
Pegasus Airlines використовує однокласне компонування на всіх своїх літаках. "Літаюче кафе" є доступним для всіх пасажирів, однак всі позиції в меню є платними. Pegasus розглядає можливість встановлення мультимедійної системи In-Flight-Entertainment (поточно лише у деяких 737-800 присутні надголовні дисплеї з демонстрацією карти маршруту, даних польоту та реклами).[4] Всі нові 737-800, що прибули після листопада 2011 р., мають новітній тип підсвітки салону Boeing Sky Interior.

### Навчання та обслуговування
На відміну від більшості лоукост-компаній, Pegasus володіє власним тренувальним центром та організацією з технічного обслуговування Pegasus Technic. Обидва центри повністю сертифіковані та використовуються як для підтримки навичок наявних, так і для підготовки нових пілотів.[4][10]

### Відзнаки
У жовтні 2013 та червні 2014 р. Pegasus Airlines названо найдоступнішою лоукост-авіакомпанією.[12][13][14]

## Флот
| Літак           | В роботі | Замовлено | Пасажирів | Пасажирів | Примітки                               |
| Літак           | В роботі | Замовлено | Екон      | Разом     | Примітки                               |
| --------------- | -------- | --------- | --------- | --------- | -------------------------------------- |
| Airbus A320-200 | 12       | —         | 180       | 180       |                                        |
| Airbus A320neo  | 31       | 26        | 186       | 186       | Очікується поставка до 2022 р.[19][20] |
| Airbus A321neo  | 2        | 41        | 220       | 220       |                                        |
| Boeing 737-800  | 37       | —         | 189       | 189       |                                        |
| Разом           | 82       | 67        |           |           |                                        |

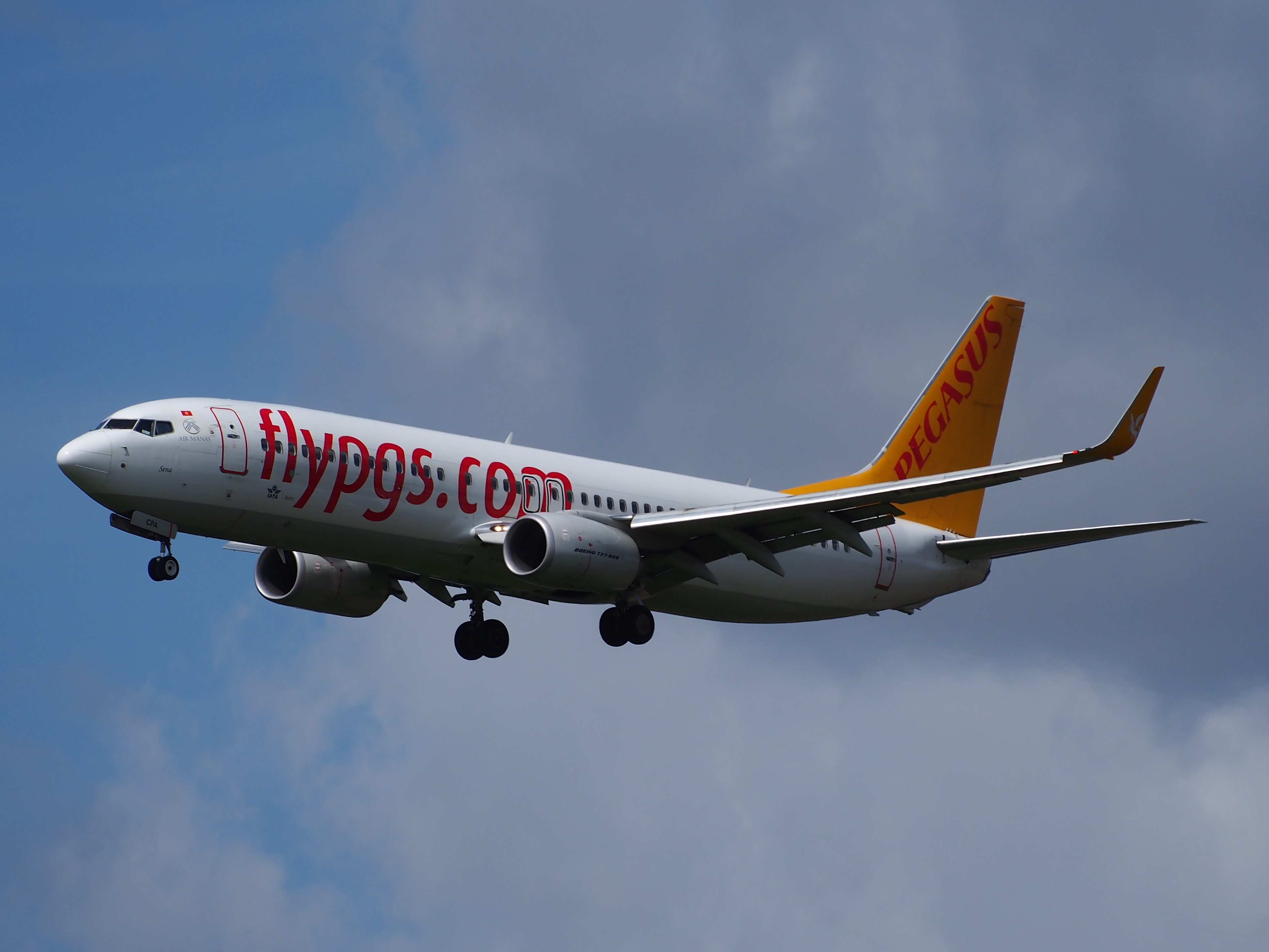
Pegasus Airlines Boeing 737-800

Раніше використовувались три Boeing 737-400, введені в експлуатацію у 2006 р., останній з бортів було виведено з флоту в 2012 р.